# Laka

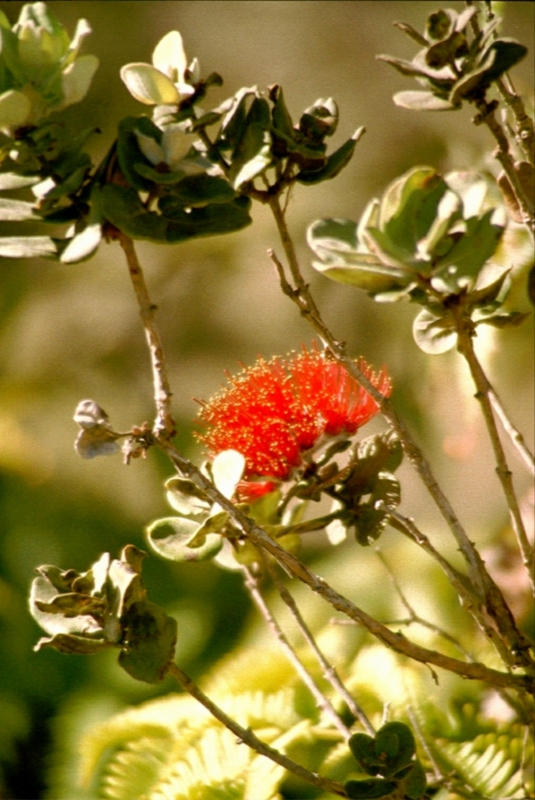
Flor de lehua vermelha (Metrosideros polymorpha).

Na mitologia havaiana, Laka é o nome de dois heróis populares diferentes da mitologia polinésia. (Em outras partes da Polinésia, são conhecidos como Rātā, Rata, Lata, Ata ou Lasa). Longas lendas de suas façanhas se estendem por todas as ilhas, e os reis do Taiti e do Havaí reivindicaram como seus ancestrais.[carece de fontes?]
Em uma lenda havaiana, Laka é filho de Ali'i nui Wahieloa e Hoʻolaukahili, neto de Kahaʻinuiahema. Ele planeja navegar para o Havaí para vingar o assassinato de seu pai, mas sua construção de canoas é frustrada pelos pequenos deuses da floresta. Por causa de suas ofertas aos grandes deuses, no entanto, eles lhe dão dois estabilizadores que se unem para sua longa viagem. Ele e seus companheiros roubam com sucesso os ossos de seu pai da caverna de Kai-kapu .

## Havaí

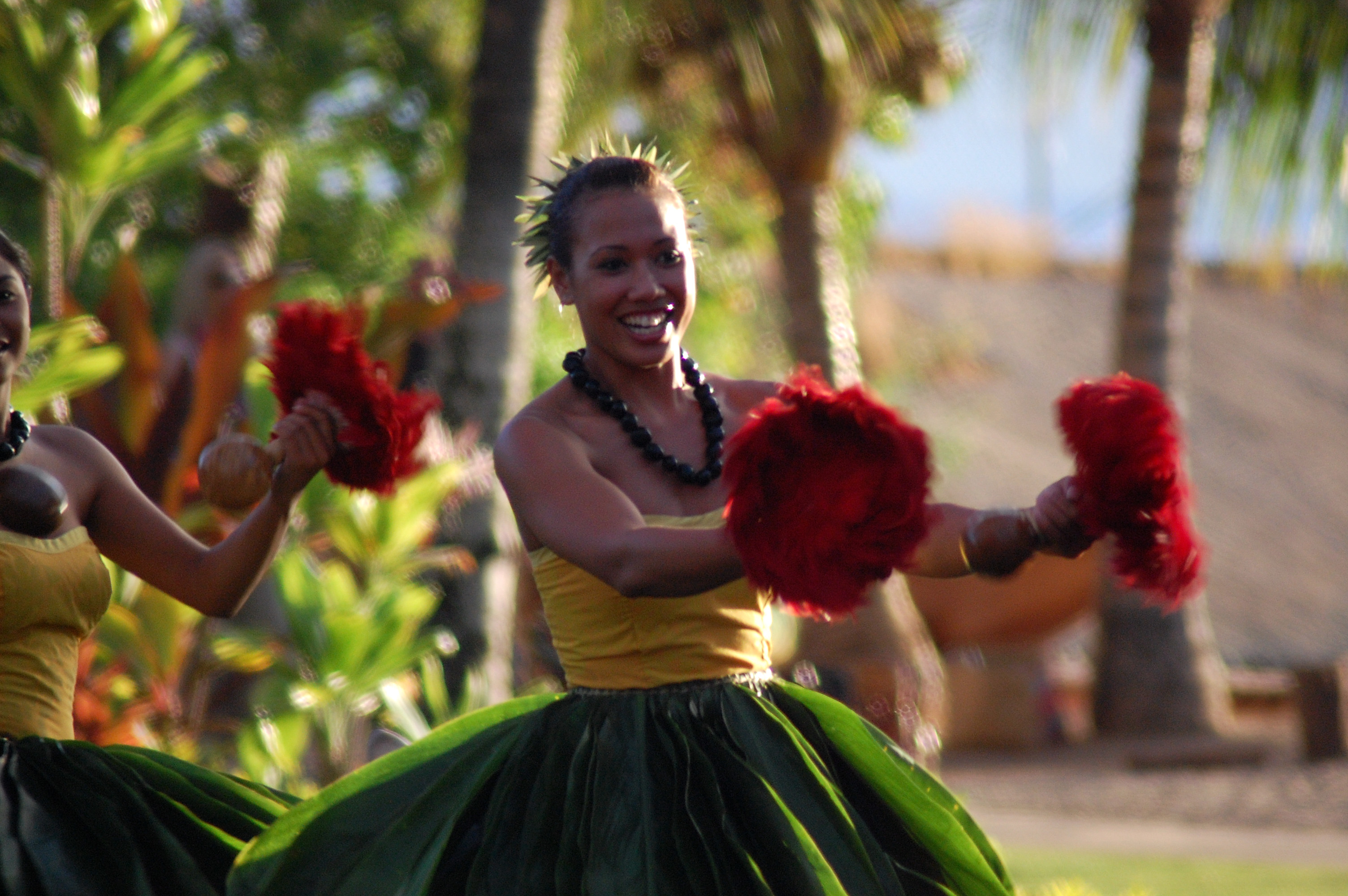
Dançarinos de hula em um Luau em Lāhainā, em saias tradicionais de folha kī

Quatro deidades com esse nome podem ser diferenciadas:
- (1) Ku-ka-ohia-LAKA, padroeiro da dança-hula[2] Ku-ka-ohia é o deus da dança e construção de canoas Hula. Ele é casado com Hina-lula-ohia. No templo, ele é mostrado como um deus das penas e adorado com os outros deuses Ku. Ele está associado ao ohia lehua tree, e as flores são usadas para decorações em altares durante as apresentações.
- (2) Papa-o-LAKA, o 'mundo aumakua de Kumu-Honua[3]
- (3) LAKA, deusa do crescimento da floresta. Laka é a deusa de Hula. Diz-se que Laka é a inspiração que uma pessoa pensa enquanto dança. Ela é o que causa o movimento enquanto o dançarino é movido. Ela também é a deusa da floresta. Ela tem energia reprodutiva que, segundo se diz, ajuda a floresta a crescer e prosperar. Laka está associado à árvore do Lama, à videira Maile e à planta a'ali'i. Eles são seu kinolau, o que significa que eles são a forma em que ela pode ser encontrada. Estes são muito queridos e tratados com altos níveis de respeito.
- (4) LAKA, filho de Wahie-loa

## Marquesas
Na versão Marquesan do mito, Aka é um grande viajante, neto de Tafaki. Ele fez uma viagem histórica a Aotona (Rarotonga), no que hoje são as Ilhas Cook, para obter as penas altamente valorizadas de um papagaio vermelho como presentes para seu filho e filha. A viagem foi feita em uma grande canoa chamada Va'ahiva, que possuía 140 remadores. Destes, 100 morrem de fome antes de chegarem a Aotona, onde capturam papagaios suficientes para encher 140 sacolas com suas penas.

## Samoa
Em Samoa, onde o nome desse herói é Lata, ele é um grande construtor de canoas, originalmente de Fiji. Ele constrói uma enorme canoa na ilha de Ta'u e navega para Savai'i, onde uma montanha recebe o nome dele. De lá, ele navega para Tonga, onde ensina aos habitantes maneiras melhores de construir canoas.

## Tonga
Em Tonga, ele é Lasa, que captura o chefe dos elfos da floresta, Haelefeke, e o obriga a ajudá-lo a construir uma grande canoa e pilotá-la para Fiji. No caminho, eles são testados por vários demônios.